# Southmead
Southmead è un quartiere e ward di Bristol, posto nella periferia settentrionale della città.
Presso Southmead si trova la sorgente del fiume Trym, il quale scorre verso sud per 7 km fino a confluire nel fiume Avon, in località Sea Mills. Il Trym attraversa una riserva naturale locale, nota come Badock's Wood, all'interno della quale si trova un tumulo tondo risalente all'età del bronzo.

## Storia
Southmead era un feudo della parrocchia di Westbury on Trym. Il maniero dell'ampiezza di 1,27 km², menzionato in un documento del 1319, si trovava presso quella che oggi è la parte meridionale di Southmead Road.
La maggior parte dei terreni del feudo è stato venduto alla fine del XIX secolo, e già nel 1888 nella zona attorno alla Southmead Road si trovava un piccolo borgo.

L'Ospedale di Southmead, uno dei maggiori ospedali della città di Bristol, è stato aperto nel 1924 nell'edificio che, precedentemente, ospitava la Barton Regis Workhouse.
Sviluppi urbanistici su ampia scala sono incominciati a partire dal 1931, quando la Bristol Corporation ha costruito 1 500 abitazioni a nord di Southmead Road, destinate in parte alle famiglie delle baraccopoli demolite del centro di Bristol, in parte per affrontare la carenza di alloggi in quel periodo. Altre 1 100 case sono state costruite dopo la seconda guerra mondiale. Da allora, è comune riferirsi alla prima area come "complesso anteguerra" di Southmead e alla seconda come "complesso del dopoguerra".

### Età contemporanea
L'ampia strada che corre a nord rispetto al vecchio villaggio di Southmead, nota come Greystoke Avenue, è considerato il centro del quartiere di Southmead.
L'area a sud, intorno all'antico maniero, è attualmente nell'attiguo rione di Westbury on Trym, mentre l'area a sud Southmead, nella quale si trova l'ospedale e la scuola elementare Embleton, a sud-est di Southmead Road, sono, invece nel rione di Horfield.

## Problemi sociali

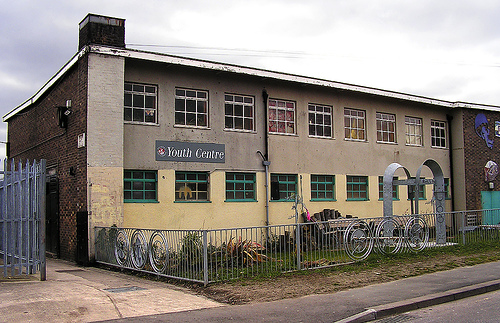
Southmead Youth Centre

Benché alcuni degli sforzi che sono stati fatti per migliorare i problemi sociali del territorio e realizzare miglioramenti ambientali, molti dei qual abbiano hanno avuto successo, a Southmead lo spaccio di eroina e altre droghe rimane un problema. Molti giovani residenti nel quartiere sono socialmente svantaggiati: in particolare, il fatto che questi non hanno le stesse probabilità di frequentare l'università rispetto ai giovani che risiedono in altre parti del Paese, riflette i nazionali squilibri socio-economici nell'ambito del sistema educativo del Regno Unito.
Dati del biennio 2009-10 dimostrano che la durata della media di vita nel quartiere di Southmead è di 76 anni, ovvero tre anni al di sotto della media della Città di Bristol, cioè 79 anni.

### InchiestaHate on the Doorstep
Il 19 ottobre 2009, in un servizio del programma della BBC, Panorama, si è indagato circa l'entità del razzismo nella moderna Gran Bretagna: per questo servizio, due giornalisti di origine mediorientale e di fede musulmana sotto copertura, fingendo di essere una giovane coppia di sposi, si sono trasferiti nel complesso di Southmead. Qui, per due mesi, i due giornalisti sono stati oggetto di cinquanta episodi di abusi razzisti da parte dei residenti della zona: la coppia è stata non solo verbalmente ma anche fisicamente aggredito durante il loro soggiorno e, ripetutamente, viene intimato loro di tornare in Iraq. Scalpore per il pubblico non è stato solamente l'utilizzo del termine "ebreo" quale insulto, ma anche il fatto che la coppia sia stata bersagliata con cocci di vetro e pietre, minacciata con un mattone durante un tentativo di rapina da parte di un undicenne e picchiata con pugni sulla testa. Il giorno dopo la messa in onda del programma, un uomo di 22 anni e il ragazzo di 11, autore della rapina, sono stati arrestati con l'accusa assalto razziale aggravato.